# Gabriele Gatti
Gabriele Gatti (San Marino, 27 de Março de 1953) é um político de San Marino, que é Capitão-regente (chefe de Governo) de outubro de 2011 até abril de 2012. O cargo é dividido com Matteo Fiorini.